# ونترس (لوئیزیانا)
ونترس (به انگلیسی: Ventress) شهری در ایالت لوئیزیانا کشور ایالات متحده آمریکا است که جمعیت آن در سرشماری سال ۲۰۱۰ میلادی، ۸۹۰ نفر بوده‌است.